# Cirilo Guaynora
Cirilo Guaynora es un corregimiento de la comarca indígena panameña de Emberá-Wounaan. Tiene una población de 2.197 habitantes (2010).
Su nombre proviene del dueño del terreno que donó para fundar la comunidad de Unión Chocó.